# Giuseppe Gallotti
Giuseppe Gallotti (Napoli, 13 aprile 1803 – Napoli, 31 gennaio 1879) è stato un politico italiano.

## Biografia
Discendente da un'antica famiglia originaria del Cilento, il barone Giuseppe Gallotti, patriota meridionalista, figlio di Salvatore e di Maria Giuditta Parisio, espresse le sue critiche alla politica piemontese che aveva portato all'unità d'Italia nel pamphlet "Delle presenti condizioni delle Provincie Napoletane", pubblicato nel 1861.
Fu nominato senatore del Regno d'Italia (VIII legislatura) il 15 maggio 1862.